# 抄兒
抄兒（?—?），蒙古帝国军事人物，別速氏。
抄兒世居汴梁陽武縣，跟随成吉思汗收附諸國有功。又跟随蒙古大军征金朝，战争中身亡。其子抄海，征伐金朝河南、山東，也在战争中身亡。抄海子別帖，率领其父的軍队，跟随攻打鄂州，以功被賞赐銀帛衣甲等，再跟随皇子忽哥赤西征大理國，也在战争中身亡。別帖之子阿必察。